# Napalm Death
Napalm Death er grindcore/death metal-band stiftet i landsbyen Meriden tæt ved Birmingham, England i 1981 af Nicholas Bullen og Miles Ratledge. Navnet Napalm Death kom af indflydelse fra film om Vietnamkrigen. Bandet er mest kendt for at være de første til at skabe genren grindcore, som er en ekstrem genre, der er opstået af thrash metal og hardcore punk. Bandet spillede i denne genre på deres to første album men blev så derefter et death metal-spillende band. Der er ingen originale medlemmer tilbage i bandet. Gennem hele deres historie har der været en stor udskiftning af bandmedlemmer; da deres debutalbum Scum udkom, var der ingen originale medlemmer tilbage.

## Medlemmer
- Mark "Barney" Greenway – Vokal (1989-1996, 1997-)
- Shane Embury – Bas / vokal (1987-)
- Mitch Harris – Guitar/vokal (1990-)
- Danny Herrera – Trommer (1991-)

### Tidligere medlemmer

#### Vokal
- Nicholas Bullen – (1982-1987)
- Lee Dorrian – (1987-1989)
- Phil Vane – (1996-1997)

#### Guitar
- Daz F – (1982)
- Si O – (1982-1985)
- Justin Broadrick – (1985-1986)
- Frank Healy – (1987)
- Bill Steer – (1987-1989)
- Jesse Pintado – (1989-2004)

#### Bas
- Fin (Finbar Quinn) – (1983 – 1984)
- P-Nut – (1985)
- James "Jim" Whitley – (1986-1987)

#### Trommer
- Rat (Miles Ratledge) – (1982-1985)
- Mick Harris – (1985-1991)

## Diskografi
- Scum (1987)
- From Enslavement to Obliteration (1988)
- Harmony Corruption (1990)
- Utopia Banished (1992)
- Fear, Emptiness, Despair (1994)
- Diatribes (1996)
- Inside the Torn Apart (1997)
- Words from the Exit Wound (1998)
- Enemy of the Music Business (2000)
- Order of the Leech (2002)
- Leaders Not Followers: Part 2 (2004)
- The Code Is Red...Long Live the Code (2005)
- Smear Campaign (2006)
- Time Waits for No Slave (2009)
- Utilitarian (2012)
- Apex Predator – Easy Meat (2015)
- Throes of Joy in the Jaws of Defeatism (2020)

### Demoer
- Halloween (1982)
- And, Like Sheep, We Have All Gone Astray (1982)
- Kak (1983)
- Unpopular Yawns of Middle Class Warfare (1983)
- Hatred Surge (1985)
- From Enslavement to Obliteration (1986)

### Livealbum
- The Peel Sessions (1989)
- Live Corruption (1990)
- Bootlegged in Japan (1998)
- Punishment in Capitals (2002, cd)